# Nesiana tricolor
Nesiana tricolor är en insektsart som först beskrevs av Walker 1851.  Nesiana tricolor ingår i släktet Nesiana och familjen Eurybrachidae. Inga underarter finns listade i Catalogue of Life.